# Kumminsläktet
Kumminsläktet (Carum) är ett släkte i familjen flockblommiga växter. Kummin (Carum carvi) tillhör detta släkte.

## Arter
Släktet har ett 20-tal arter:

- Carum appuanum (Viv.) Grande
- Carum asinorum Litard. & Maire
- Carum buriaticum Turcz.
- Carum carvi L.
- Carum carvifolium (DC.) Arcang.
- Carum caucasicum (M.Bieb.) Boiss.
- Carum diversifolium (DC.) C.B.Clarke
- Carum graecum Boiss. & Heldr.
- Carum heldreichii Boiss.
- Carum iminouakense Quézel
- Carum jahandiezii Litard. & Maire
- Carum lacuum Emb.
- Carum leucocoleon Boiss. & A.Huet
- Carum meifolium Boiss.
- Carum meoides (Griseb.) Halácsy
- Carum pachypodium Candargy
- Carum polyphyllum Boiss. & Balansa
- Carum proliferum Maire
- Carum rupicola Hartvig & Å.Strid
- Carum takenakae Kitag.